# Aimé des dieux (film, 1936)
Pour les articles homonymes, voir Aimé des dieux (homonymie).
Pour plus de détails, voir Fiche technique et Distribution.
Aimé des dieux (titre original : Whom the Gods Love) est un film britannique réalisé par Basil Dean, sorti en 1936.
Ce film en noir et blanc est l'un des premiers films à mettre en scène le compositeur autrichien Wolfgang Amadeus Mozart.
Le tournage du film se déroula à Londres, dans les studios d'Ealing, à Salzbourg et à Vienne, en Autriche.

## Synopsis
L'histoire de Wolfgang Amadeus Mozart et de sa femme Constance, dans un contexte d’intrigues de cour et de jalousie professionnelle.

## Fiche technique
- Titre original : Whom the Gods Love
- Réalisation : Basil Dean
- Scénario : Margaret Kennedy & Gordon Wellesley
- Directeur de la photographie : Jan Stallich
- Directeur artistique : André Andrejew
- Musique : Thomas Beecham, Ernest Irving (en), Bernhard Paumgartner
- Société de production : Associated Talking Pictures
- Société de distribution : Associated British Film Distributors
- Pays d'origine :  Royaume-Uni
- Langue : anglais
- Format : Noir et blanc – 1,37:1 – 35 mm – Mono
- Genre : drame historique
- Longueur de pellicule : 2 270 m (9 bobines)
- Durée : 96 minutes
- Année : 1936
- Dates de sortie :
  -  Royaume-Uni : 14 février 1936 (Londres)
  -  États-Unis : 3 octobre 1940
- Autres titres connus :
  -  Royaume-Uni : Whom the Gods Love : The Original Story of Mozart and His Wife
  -  États-Unis : Mozart

## Distribution
- Stephen Haggard : Wolfgang Amadeus Mozart
- Victoria Hopper : Constance Mozart
- John Loder : le prince Lobkowitz
- Liane Haid : Aloysia
- Jean Cadell : Anna Maria Mozart
- Hubert Harben (en) : Leopold Mozart
- Frederick Leister : l'empereur
- Marie Lohr : l'impératrice
- Lawrence Hanray (en) : l'archevêque de Salzbourg
- Deidre Gale : Antoinette enfant
- Pat Fitzpatrick :	Mozart enfant
- Norman Walker : Emanuel Schikaneder
- George Curzon : Lorenzo da Ponte
- Richard Goolden (en) : Weber
- Muriel George (en)
- Raymond Huntley
- Leueen MacGrath : Josepha Weber
- Oda Slobodskaya
- Percy Heming (en)
- Tudor Davies
- Enid James
- Sylvia Nelis
- Rowena Sanders
- Max Oldaker
- Thomas Beecham